# Вашингтон (алмаз)
«Вашингтон» (англ. Washington) — безбарвний D алмаз вагою 341,9 карата знайдений в ПАР. Фасетований у два грушоподібних діаманти з масою 89,23 і 42,98 карати. Останній раз було продано у 1977 р. Місцезнаходження невідоме